# RabbitMQ
RabbitMQ — программный брокер сообщений на основе стандарта AMQP — тиражируемое связующее программное обеспечение, ориентированное на обработку сообщений. 

## История
Создан на основе системы Open Telecom Platform, написан на языке Erlang, в качестве движка базы данных для хранения сообщений использует Mnesia. 
Изначально разрабатывался компанией SpringSource, после серии поглощений и разделений вошедшей в состав Pivotal; выпускается под Mozilla Public License.

## Описание
Состоит из сервера, библиотек поддержки протоколов HTTP, XMPP и STOMP, клиентских библиотек AMQP для Java и .NET Framework и различных плагинов (таких как плагины для мониторинга и управления через HTTP или веб-интерфейс или плагин «Shovel» для передачи сообщений между брокерами). Имеется реализация клиентов для доступа к RabbitMQ для целого ряда языков программирования, в том числе для Perl, Python, Ruby, PHP. Поддерживается горизонтальное масштабирование для построения кластерных решений.